# Madagaskarsperwer
De madagaskarsperwer (Accipiter madagascariensis) is een roofvogel uit de familie van de havikachtigen (Accipitridae).

## Verspreiding en leefgebied
Ze komt endemisch voor op Madagaskar in habitats zoals (sub)tropische droge wouden, (sub)tropische vochtige laaglandbossen, (sub)tropische vochtige bergbossen, droge savanna en (sub)tropische droge ruigtes.

## Status
De grootte van de populatie werd in 2016 door BirdLife International geschat op 5000-10.000 individuen, maar de populatie-aantallen nemen af. Het leefgebied wordt aangetast door ontbossing waarbij natuurlijk bos wordt omgezet in gebied voor agrarisch gebruik en menselijke bewoning. Om deze redenen staat deze soort als gevoelig op de Rode Lijst van de IUCN.

## Taxonomie
Samen met de sperwer (Accipiter nisus) en Afrikaanse sperwer (Accipiter rufiventris) vormt de Madagaskarsperwer een soortencomplex.